# Бьюфорд, Перрин
Перрин Бьюфорд (англ. Perrin Buford; род. 25 января 1994, Декейтер, штат Алабама, США) — американский профессиональный баскетболист, играющий на позиции лёгкого форварда.

## Карьера
В сезоне 2016/2017 Бьюфорд дебютировал в профессиональном баскетболе в клубе второго дивизиона Италии «Фортитудо» (Агридженто), сразу продемонстрировав впечатляющую статистику из 16,8 очка и 7,7 подбора в 33 матчах.
В июле 2017 года Перрин провёл 5 игр за «Бостон Селтикс» в Летней лиге НБА, в среднем набирая 2,4 очка и 2,2 подбора.
Сезон 2017/2018 Бьюфорд начал в составе австралийского «Брисбен Буллетс», в 22 матчах набирая 16,2 очка, 8,1 подбора, 2,3 передачи, 1,2 блок-шота и 1,2 перехвата за 31 минуту. В феврале Перрин перешёл в турецкий «Ешильгиресун», где его средняя статистика в 12 играх Суперлиги составила 10 очков, 7,2 подбора, 2,4 передачи и 1,1 блок-шота за 35 минут. По окончании чемпионата Турции Бьюфорд перебрался в Пуэрто-Рико, где сыграл 6 матчей за местный «Касикес де Умакао», набирая 10 очков, 6,7 подбора, 3,5 передачи и 0,5 блок-шота за 28 минут.
В августе 2018 года подписал контракт по схеме «1+1» с «Автодором».
24 января 2019 года стал известен состав команд на «Матч всех звёзд Единой лиги ВТБ». По итогам голосования болельщиков и анкетирования СМИ, в котором приняли участие 20 изданий, Бьюфорд попал в состав команды «Звёзды Мира». В этом матче он провёл на площадке 25 минуты 54 секунды, за которые набрал 12 очков, 1 передачу, 3 подбора и 4 перехвата.
Сезон 2019/2020 Бьюфорд начинал в «Фуцзянь Сюньсин», но в официальных матчах за китайский клуб не сыграл. В ноябре 2019 года Бьюфорд перешёл в «Ховентут».